# Pleiotaenia nuttallii
Pleiotaenia nuttallii là một loài thực vật có hoa trong họ Hoa tán. Loài này được (DC.) J.M. Coult. & Rose miêu tả khoa học đầu tiên năm 1909.